# 百色学院
百色学院，为广西壮族自治区百色市的一所全日制普通本科院校。学校前身为右江民族师范高等专科学校，2006年经教育部批准成立。截止2019年3月，学院共有两个校区，东合校区和澄碧校区， 另外计划建设有百色学院百东校区。

## 院系设置
学校现有20个二级学院，43个本科专业，30个专科专业。
- 政治与公共事务管理学院
- 材料科学与工程学院
- 音乐与舞蹈学院
- 马克思主义学院
- 信息工程学院
- 美术与设计学院
- 教育科学学院
- 化学与环境工程学院
- 国际教育学院
- 体育学院
- 农业与食品工程学院
- 继续教育学院
- 文学与传媒学院
- 管理科学与工程学院
- 大学预科教育学院
- 外国语学院
- 工商管理学院
- 创新创业学院
- 数学与统计学院
- 旅游管理学院[4]

## 对外交流
百色市邻近越南高平省，百色学院也正在与越南高平师范高等学校加强交流，促进职业教育交流合作及学生互换。

## 引用文献
1. ↑  . 中华人民共和国教育部. 2006-02-14  [2023-05-25]. （原始内容存档于2023-05-25）.
2. ↑  张东安 张正华. . 广西新闻网-广西日报. 2006-09-26  [2017-08-28]. （原始内容存档于2018-11-30）.
3. ↑  . 百色学院.   [2017-08-28]. （原始内容存档于2017-07-13）.
4. ↑  . 百色学院.   [2017-08-28]. （原始内容存档于2017-07-13）.
5. ↑  . 越南通讯社.   [2017-05-05]. （原始内容存档于2022-10-19）.